# Tylos latreillei
Tylos latreillei is een pissebed uit de familie Tylidae. De wetenschappelijke naam van de soort is voor het eerst geldig gepubliceerd in 1826 door Audouin.